# لاتین باستان
لاتین باستان (Prisca Latinitas)، که همچنین به لاتین پیشین یا لاتین کهن نیز معروف است، دوره‌ای از زبان لاتین بود که تا پیش از سال ۷۵ قبل از میلاد، یعنی پیش از دوره لاتین کلاسیک، رواج داشت. در لاتین نوین و امروزی، این زبان به جای vetus Latina («لاتین باستان»)، به صورت prisca Latinitas («لاتین کهن») نامیده می‌شود، زیرا vetus Latina برای اشاره به مجموعه‌ای از متون کتاب مقدس که به لاتین پسین نوشته شده‌اند، استفاده می‌شود. این زبان از زبان نیاایتالی ریشه گرفته‌است.